# László Gábor (katolikus pap)
László Gábor (Budapest, 1913. május 16. – Budapest, 2005. június 23.) római katolikus pap, hittanár, a Regnum Marianum közösség tagja.

## Élete
Sokan csak „Pater”-ként ismerték. Édesapja,  id. László Gábor geológus volt, egyik bátyja, Mihály pedig piarista szerzetes, földrajz-biológia szakos tanár lett. Gyermekkorában megtanult németül, franciául és angolul. Középiskolai tanulmányait a Budapesti Piarista Gimnáziumban végezte, ahol Sík Sándor volt az osztályfőnöke. Érettségi után apja kívánságára beiratkozott a József Nádor Műszaki Egyetemre, de civilként teológiát is hallgatott. 1932-től esztergomi főegyházmegyés kispapként a Központi Papnevelő Intézet növendéke, ahol Schütz Antal professzortól tanult dogmatikát. A szemináriumban ő lett az orgonista, zenei tudását Werner Alajos is elismerte.
Miután 1936. június 21-én Esztergomban pappá szentelték,  a Regnum Marianum papi közösség tagjaként élt a Damjanich utcai „Ház”-ban (Damjanich u. 50.), és különféle budapesti állami gimnáziumok, 1941-től a zuglói Szent István Gimnázium hittanára volt. 1942 decemberétől 1943 júniusáig katonai kórházvonati lelkészként szolgált, és főhadnagyi rangot ért el. 1945-től a gimnáziumi hitoktatás mellett a Színművészeti Akadémia lelkésze is lett. Ezek mellett az Országos Magyar Cecília Egyesület egyházmegyés igazgatója, a Cserkészszövetség Országos Intéző Bizottságának tagja, a regnumi cserkészek főparancsnoka (1943–1947) volt. Komolyan foglalkozott bábjátékkal is, 1937-ben a Regnum Marianum cserkészeivel bábszínházat alapított, amely vasárnaponként kalandos történeteket, húsvétkor passiójátékot adott elő.
A Szent István Gimnáziumból 1949 tavaszán – még a hitoktatás megszüntetése előtt – eltávolították, mert ismertette a Rerum novarum című pápai enciklikát. Ugyanekkor a Regnum bábszínházát is bezáratták, mert a kommunisták A vörös Kalóz című darabot provokációnak tekintették, László Gábort pedig „engedély nélküli bábozás vétsége” miatt pénzbírságra, majd fellebbezések után 30 napi elzárásra ítélték. A Népszava „László atya és az ördög bábszínháza” címmel írt cikket róla.
Kiszabadulása után kisegítő lelkész Budapest-Törökőrön, majd 1951-től káplán az esztergomi főegyházmegye legtávolabbi pontján, Dunakilitiben. Ettől kezdve egészen nyugdíjazásáig (illetve a rendszerváltásig) nem kaphatott lelkészi állást Budapesten. 1955-től Esztergomban volt káplán, illetve 1957-től teológiai tanár is. 
1961-ben, a regnumi atyák elleni első perben másfél év börtönre ítélték. Miután fellebbezett, a Legfelső Bíróság a büntetést 3 évre növelte. Büntetését a budai Gyorskocsi utcában, Márianosztrán és Tökölön töltötte. Végül 1963. március 24-én amnesztiával szabadult. Az Állami Egyházügyi Hivatal nem engedélyezte számára papi funkciók végzését, így – mivel a börtönben komoly hangkárosodást szenvedett – főpásztora 1975-ig nyugalomba helyezte. Eleinte a budapesti Béke téri plébánián, majd édesanyjánál, Szentendre-Izbégen lakott, és kisegített környékbeli plébániákon. 
1975-től végleges nyugdíjazásáig Nagybörzsönyben, a plébánia adminisztrátoraként szolgált. Itteni szolgálata éveiben rengeteg lelkigyakorlatnak adott otthont plébániáján.
Nyugdíjas éveit 1991-től a józsefvárosi plébánián töltötte. 1999-ben megkapta a pápai prelátus megtisztelő címet. 2004-ben megkapta a Hit Pajzsa-díjat. 2005. június 23-án hunyt el. A józsefvárosi plébánián helyezték örök nyugalomra.

## Művei
Anne de Vries, Fiatalok bibliája, [németből ford. Kovács Gábor álnéven], Bécs, Opus Mystici Corporis, 1974. – Török Jenőnek, a kiadó vezetőjének 1982. november 23-án ezt írta László Gábor Nagybörzsönyből: „Ha jól  értettem, a sárga bibliából második kiadás készül. … Belátásodra bízom, az új kiadásban álnéven szerepeljek-e, most már nem indokolt a titkolódzás.” A könyvből azonban végül nem készült új (legalábbis szedésében javított) kiadás.